# (268) Adorea
(268) Adorea est un astéroïde de la ceinture principale découvert par A. Borrelly le 8 juin 1887 à Marseille.

## Nom
L'objet est nommé d'après un gâteau que les Romains offraient à leurs dieux.[réf. nécessaire]
Une déesse romaine est nommée Adorea et correspond à Victoire (allégorie). 